# شکارچیان گوزن
شکارچیان گوزن (Moose Hunters) یک فیلم کوتاه انیمیشنی آمریکایی است که در سال ۱۹۳۷ توسط استودیو انیمیشن والت دیزنی تولید و توسط یونایتد آرتیستس منتشر شد. این اثر ۹۳مین فیلم کوتاه در سری فیلم‌های میکی موس و چهارمین فیلم برای آن سال بود. در این کارتون میکی‌ماوس، دانلد داک و گوفی حضور دارند. این اثر به کارگردانی بن شارپستین و آهنگسازی پل جی اسمیت ساخته شد و صداپیشگان آن شامل والت دیزنی در نقش میکی، کلارنس نش در نقش دانلد و پینتو کالویگ در نقش گوفی هستند.